# Tri kỷ ngày tận thế
Tri kỷ ngày tận thế (tựa gốc: Seeking a Friend for the End of the World) là một phim hài lãng mạn của Mỹ năm 2012 do Lorene Scafaria đạo diễn kiêm viết kịch bản trong vai trò đạo diễn đầu tay. Phim có sự tham gia của Steve Carell và Keira Knightley. Tựa đề phim lấy cảm hứng từ ca khúc "Preaching the End of the World" của nhạc sĩ Chris Cornell từ album đơn ca Euphoria Morning của ông (1999).